# Basses-terres du lac Érié

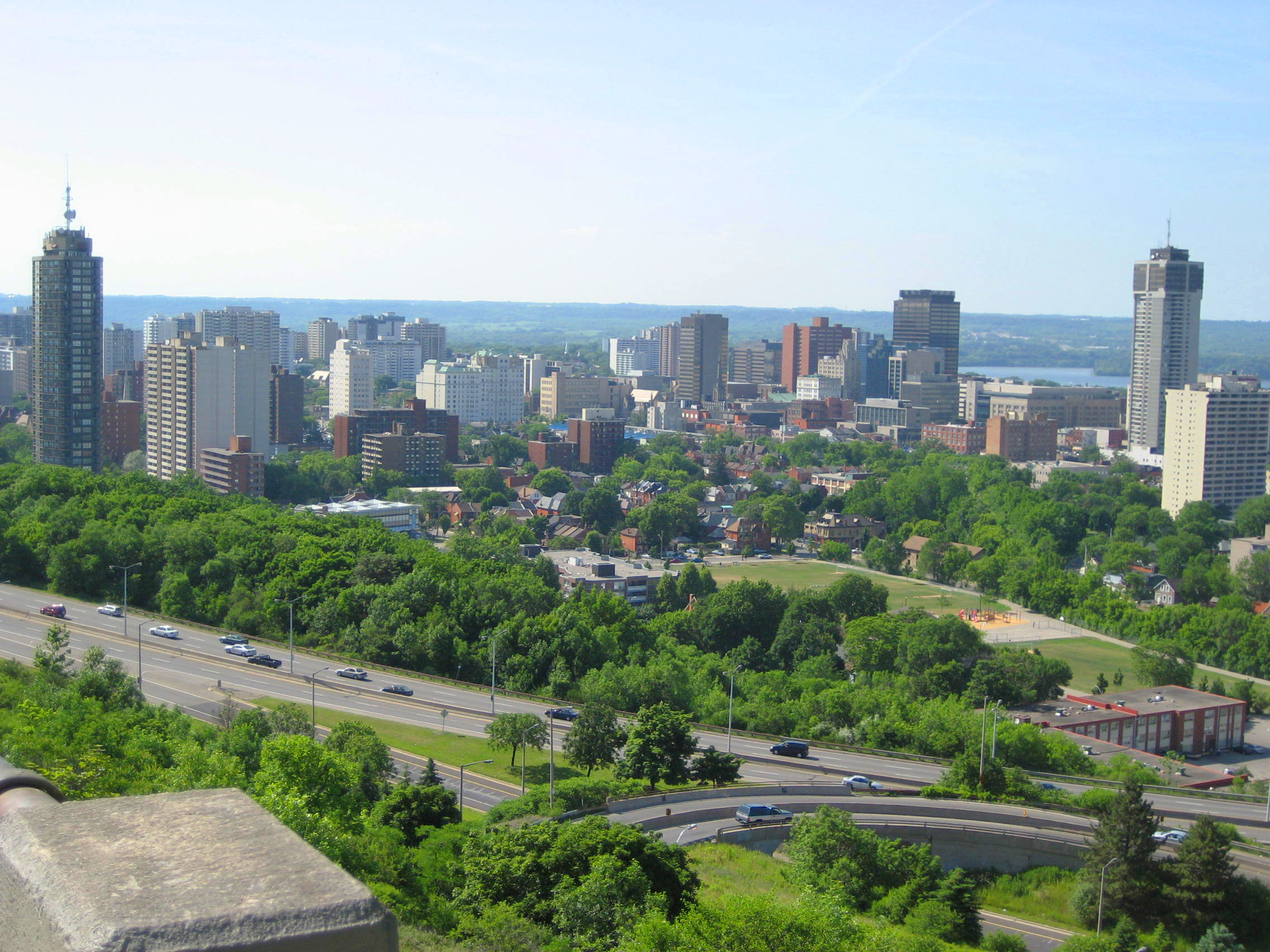
Hamilton

Les basses-terres du lac Érié sont une écorégion du Canada et de la commission de coopération environnementale située au sud de l'Ontario entre Toronto et Windsor. Elle inclut aussi la péninsule du Niagara. Elles font partie de l'écorégion de niveau I des forêts tempérées de l'Est de la Commission de coopération environnementale et de l'écozone des plaines à forêts mixtes du Canada.

## Géologie
Le substrat de l'écorégion est composé en majorité de roches sédimentaires du Paléozoïque riche en carbonate. Elle est recouvert par des dépôts glaciaires profonds et très divers.

## Protection environnementale
Cette écorégion est peu protégée, seulement 0,3 % du territoire est compris dans une aire protégée. Les principales aires protégées de la région sont les parcs provinciaux de Rondeau et The Pinery, le parc national de la Pointe-Pelée et la réserve nationale de faune de Long Point.
Au niveau international, on retrouve deux réserves de biosphère dans les basses-terres, soit Long Point, reconnu en 1986, et la partie sud de l'escarpement du Niagara, reconnu en 1990. L'écorégion comprend aussi trois sites Ramsar reconnu par la convention sur les zones humides, soit la Sainte-Claire, reconnu en 1985, la pointe Pelée, reconnue en 1987, et Long Point, reconnu en 1982.